# تماثيل رؤوس القبور

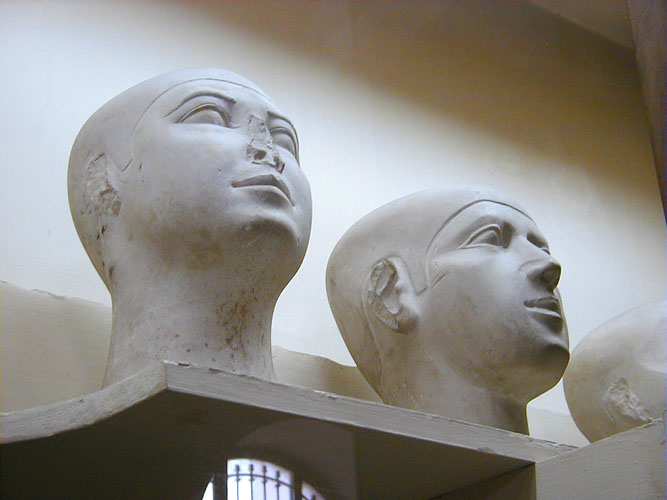
رأسي قبور منحوتة على رف بجانب بعضهم في المتحف المصري بالقاهرة.

تماثيل رؤوس القبور (تعرف أيضًا «بالرؤوس السحرية» أو «الرؤوس البديلة» المستمدة من الكلمة الألمانية "Ersatzköpfe") عبارة عن منحوتات مميزة مصنوعة أساسًا من الحجر الجيري الجيد الذي تم العثور عليه في عدد من المقابر غير الملكية في الأسرة المصرية الرابعة. في المقام الأول من عهود ملوك بناء الأهرام من خوفو إلى خفرع، حوالي 2551 - 2496 قبل الميلاد في حين أن كل من الرؤوس يشترك في خصائص مشتركة مع بعضها البعض (وبعض الأمثلة قد تكون كاريكاتورية أكثر من كونها تعكس مظهرًا حقيقيًا للحياة)، فإن الطابع الفردي المذهل للقطع يجعلها بعضًا من أقدم الأمثلة على فن النحت في الوجود. الغرض منها ليس واضحًا تمامًا؛ يأتي الاسم من النظرية السائدة التي طرحها لأول مرة عالم المصريات الألماني لودفيج بورشاردت عام 1903، والتي تنص على أن الرأس يجب أن يكون بمثابة منزل بديل لروح المالك الميت في حالة حدوث أي شيء لجسده.

## وصف
ما أدهش علماء الآثار هو الطبيعة الفردية للغاية لهذه الرسوم بالحجم الطبيعي، والتي تمت مقارنة شخصيتها الفردية برؤوس بورتريه في العصور الكلاسيكية والحديثة. بالنسبة للأعمال الخاصة، كان النحاتون المصريون القدماء يميلون إلى التقاط صورة مثالية للوجه، وغالبًا ما يزيلون السمات الفردية بطريقة، كما وصفها أحد الكتاب: «تقترب من عدم الشخصية المعمارية». على النقيض من ذلك، يبدو أن الرؤوس البديلة يصورون أفرادًا متفردين، حيث أشار أحد الباحثين الأوائل إلى العلاقات الأسرية بين الرؤوس البديلة الذين وجدهم. مع استثناءات قليلة، فهي ذات جودة فنية عالية، ومن المحتمل جدًا أنها من نتاج ورش العمل الملكية.

صُنعت غالبية الرؤوس من الحجر الجيري الأبيض الناعم، في حين تم العثور على مثالين مصنوعين من طين الأرض من ضفاف النيل. على الرغم من وجود بعض الاستثناءات التي تم نحتها بشكل أكثر فداحة ولصقها بكثافة، إلا أن معظمها منحوت بشكل معقد وتم صقله بعناية. ومع ذلك، لم يتم صقل تلك الملساء. يصورون جميعًا أشخاصًا ذوي رؤوس حليقة أو شعر قصير القص، وأكبر الأمثلة يزيد ارتفاعها قليلاً عن 30 سم (12 بوصة).

### تشويه الرؤوس البديلة
تُظهر جميع الرؤوس تقريبًا شكلاً من أشكال الضرر أو التشويه الذي قد يكون أو لا يكون قد تم إلحاقه بها عمداً قبل وضعها في القبر. إحدى السمات الأكثر شيوعًا هي قطع آذانهم أو إزالتها على ما يبدو يجادل باحث واحد على الأقل في أن الضرر الذي لحق بالأذنين كان متعمدًا، مشيرًا إلى الحالات التي تم فيها العثور على آذان منفصلة في حالة ممتازة، وأن قد يكون الضرر أكثر بسبب التعامل القاسي من قبل لصوص القبور. من بين العديد من الرؤوس البديلة، هناك واحد فقط لديه آذان سليمة تمامًا؛ في حالات أخرى، تم كشطها بالقرب من السطح، في حين تم اختراقها أو كسرها بشكل فظ. احتوى أحد الأمثلة على ثقوب وتد لربط آذان خارجية لم يتم العثور عليها مع الرأس، ومجموعة أخرى أصغر من الرؤوس البديلة لم تصنع بأي آذان على الإطلاق.
وهناك سمة أخرى مشتركة تسمى «الأخدود القحفي»، وهو قطع دقيق ومتعمد يبدأ عادةً من أعلى الجمجمة ويمتد إلى مؤخرة العنق.

## تاريخ
تم اكتشاف أول رأس بديل في عام 1894، في دهشور، من قبل المدير العام للمصلحة الفرنسية للآثار في مصر، جاك دي مورغان. تم اكتشاف غالبية الرؤوس من قبل عالم المصريات الأمريكي جورج أندرو ريزنر، الذي حفر عددًا من مقابر المصطبة إلى الغرب من الهرم الأكبر بالجيزة. حدد هذه المصاطب على أنها تنتمي إلى أفراد العائلة المالكة للملك خفرع، أحدهم (رقم 4140) تم التعرف عليه على أنه للأميرة بناءً على نقش على لوحة تم العثور عليها. تم اكتشاف مثالين إضافيين من قبل عالم المصريات النمساوي هيرمان يونكر في الجيزة خلال عام 1914. الغالبية العظمى من رؤوس المحميات المكتشفة جاءت من مقابر الجيزة، على الرغم من اكتشاف ثلاثة أمثلة من أبو صير وسقارة ودهشور.
من المعروف وجود عمليات تزوير حديثة لرؤوس بديلة. تم شراء مثال في المعهد الشرقي في شيكاغو من تاجر فنون في القاهرة في عام 1929، ويُعتقد الآن أنه مزيف، ويعتمد جزئيًا على حقيقة أنه مصنوع من الكوارتزيت البني، وهي مادة شائعة في أي من المحمية الأخرى. تم العثور على رؤوس في الموقع.
كان التفسير الذي قدمه لودفيج بورشاردت في الأصل، وتم توسيعه لاحقًا من قبل علماء المصريات الآخرين في أوائل القرن العشرين، بما في ذلك يونكر وريزنر، هو أن الرأس البديل كان بمثابة بديل طقوسي لرأس المتوفى الحقيقي، في حالة تعرضه للتلف. اقتراح آخر قدمه عالم المصريات نيكولاس ميليت هو أنهم عملوا كنماذج أولية للنحاتين لعمل المزيد من التماثيل والنقوش للمتوفى. ثم أُخذت القوالب من الرؤوس البديلة في الجبس، ويمكن تفسير الحفر التي تظهر على العديد من الرؤوس، والتشويه الظاهر للأذنين والجص الزائد الذي يظهر على رأس واحد على الأقل على أنه نوع الضرر الذي من المتوقع من خلال محاولة إزالة الجبائر الضيقة من رأس بديل.

## الوظائف الممكنة
اقترح عالم المصريات رولان تفنين أن الرؤوس كانت مشوهة بشكل طقسي لمنعها من إيذاء الأحياء. اقترح تفنين أن الرؤوس البديلة تم إنشاؤها بواسطة نحات ماهر، وعند وفاة الشخص، تلقى الرؤوس البديلة تشويهًا طقسيًا للتأكد من أنه لا يمكن أن يؤذي المتوفى في الحياة الآخرة. يسرد الضرر في مؤخرة الرأس، وإزالة الأذنين، وتصوير المتوفى بلا شعر أو شعر قصير للغاية، وفي بعض الحالات نحت خط في الرقبة يمثل قطع الرأس كطقوس. ومع ذلك، هناك مشاكل مع هذه النظرية، حيث أنه بينما كانت هناك ممارسة معروفة لقطع بعض الأشكال الهيروغليفية (مثل تلك التي تمثل حيوانات مختلفة) في المقابر لجعلها غير مؤذية للمتوفى، فإن هذه الممارسة لم تمتد أبدًا إلى صور القبر مالك. كانت وظيفة صور المتوفى طوال تاريخ الفنون الجنائزية في مصر القديمة هي أن تكون بمثابة أوعية بديلة لأرواحهم، و «قتلهم» سيكون مخالفًا لهذا الغرض. هذا النوع من التشويه لم يظهر في التماثيل الموضوعة في القبور اللاحقة.
أحدث نظرية اقترحها بيتر لاكوفارا فيما يتعلق بالغرض من «التشويه» هي أنها مبادئ توجيهية يستخدمها النحات في تكوين رأس بديل. يقترح أن الفحص الدقيق للأدلة يشير إلى أن جميع الخطوط المنحوتة على الرؤوس البديلة تم إجراؤها قبل إكمالها وليس بعد ذلك. كدليل يشير إلى أنه في أكثر الأمثلة اكتمالًا، تكون التشوهات طفيفة أو غائبة، وفي حالات أخرى من الواضح أن الأخاديد التي تم إجراؤها تم تلطيفها لاحقًا، بدلاً من أن تكون القطع الجديد الذي كان متوقعًا إذا تم إجراؤها بعد خلقهم. هناك منحوتات مصرية قديمة أخرى غير مكتملة حيث يمكن رؤية إرشادات للنحات، وعادة ما يتم رسمها على الحجر الصلب. يعتقد لاكوفارا أن الطلاء كان من الممكن أن ينزع بسهولة من الحجر الجيري الناعم نسبيًا الذي تم استخدامه، ولذلك قام النحاتون بنحت المبادئ التوجيهية بدلاً من ذلك. تم بعد ذلك تلميع هذه الإرشادات، وفي الحالات التي لم يتم إزالتها فيها بالكامل تمت تغطيتها بالجص الذي سقط منذ ذلك الحين. كان من الممكن أيضًا استخدام الجص للتستر على أي أخطاء ارتكبها النحات، مثل مثال الجص الثقيل الذي شوهد على أحد الرؤوس البديلة في القاهرة (60003) حيث تم إعادة نحت العين. يُعتقد أن الأضرار التي لحقت بآذان العديد من الرؤوس الاحتياطية ترجع أساسًا إلى التعامل القاسي من قبل لصوص القبور. كل هذا من شأنه أن يدعم النظرية الأصلية القائلة بأن الرؤوس البديلة صُممت كأماكن بديلة لتعيش فيها أرواح المتوفى.

## مكان داخل الفن المصري القديم
بينما تم صنع الرؤوس البديلة لفترة زمنية قصيرة نسبيًا، إلا أنها تركت انطباعًا على المنحوتات اللاحقة للمملكة المصرية القديمة.
على عكس المنحوتات الأخرى من مصر القديمة، لم يكن المقصود من هذه الرؤوس أن تكون جزءًا من تمثال مركب أكبر؛ كانت قطعًا قائمة بذاتها للرأس فقط في شكل دائري، مع سطح مستوٍ عند قاعدة العنق مما يوحي بأنهم كانوا يقصدون للوقوف في وضع مستقيم. تم العثور على معظمها في حفر الدفن خارج حجرة الدفن بالمقبرة، ولكن في هذه الحالات يُرجح أن لصوص القبور رميها في هذه الأماكن. تم العثور على كلا النموذجين اللذين اكتشفهما هيرمان يونكر عام 1914 داخل حجرة المقبرة، ويعتقد أنهما يخصان صاحب القبر. لم يأتِ أي دليل على هذه المنحوتات من معابد القرابين الموجودة فوق الأرض، والتي تفصلها عن تماثيل المملكة القديمة الأخرى المرتبطة ارتباطًا مباشرًا بالعبادة الجنائزية للمتوفى.
تم العثور على مثيل واحد لرأس احتياطي تم العثور عليه في قبر غير مضطرب بجانب التابوت الحجري لساكن القبر. يُفترض عمومًا أن جميع الرؤوس البديلة كانت في الأصل في مواقع مماثلة في المقابر الخاصة بكل منها، على الرغم من أن العدد الكبير للرؤوس الموجودة في حفر الدفن أدى إلى اقتراح أنها عُرضت في الأصل عند مدخل حجرة القبر بدلاً من داخل القبر.
كانت الفترة الزمنية التي تم فيها إنشاء الرؤوس البديلة قصيرة؛ من المحتمل أن تكون قد تم إنشاؤها بواسطة جيلين فقط من النحاتين خلال فترات حكم الملوك خوفو ودجيدف رع وخفرع. يبدو أن ممارسة استخدام الرؤوس البديلة قد انتهت في وقت ما خلال الأسرة المصرية السادسة، واستبدلت بممارسة تغطية الرأس أو كامل جسد المتوفى بالجبس. قد يكون لأغطية الوجه والجسم هذه التي تم إنشاؤها نفس الغرض مثل الرأس البديل، حيث تعمل كموقع بديل للروح إذا كان الرأس الأصلي قد تلاشى أو تم تدميره بطريقة أخرى. يبدو من المرجح أن كلاً من ممارسة صياغة الرؤوس البديلة وتغطية جسد أو وجه الفرد بالجبس قد تداخلت إلى حد كبير، مع مثال مبكر لهذا الأخير يعود إلى نهاية الأسرة الرابعة بناءً على الفخار الذي تم العثور عليه مع عليه. كما أن تغطية الجسم أو الوجه بالجص لم يدم طويلًا، حيث أن تقنيات التحنيط المحسنة توفر فرصة أفضل للحفاظ على الجسم من تغطيته بالجص. يُعتقد الآن أن الأقنعة الجصية التي تم تشكيلها مباشرة حول رأس المتوفى تمثل مرحلة مبكرة في عملية من شأنها أن تؤدي إلى التحنيط الكامل للأجساد غير الملكية. تطورت أخيرًا إلى ممارسة إنشاء أقنعة مصنوعة من الكرتون، تتكون من طبقات كتان ممزوجة بالجسو.

## موقع
سبعة وثلاثون رأس بديل معروف، من بينهم خمسة في مجموعات خاصة. في أبو صير، عثر بورشاردت على رأس بديل لأميرة، وعُثر في قبره على أذن ربما تنتمي لكا عبر. تأتي معظم رؤوس المحميات من الجيزة. تعود رؤوس المحميات بالجيزة إلى منتصف الأسرة الرابعة حتى أوائل الأسرة المصرية الخامسة.
| مصطبة                | صورة                                                               | اسم صاحب القبر                                                | فترة زمنية                                    | الموقع الحالي                                                        | تعليقات |
| -------------------- | ------------------------------------------------------------------ | ------------------------------------------------------------- | --------------------------------------------- | -------------------------------------------------------------------- | --- |
| الجيزة G 1203        |                                                                    | كا نفر مشرف اللجان، مدير الرماة                               | الأسرة الرابعة (خوفو)                         | متحف هيرست، بيركلي 6-19767                                           | تم العثور على رأس في عمود الدفن G 1203A. يُعتقد أن الرأس أنثى وقد تمثل زوجة كانيفر.                                                                            |
|                      |                                                                    |                                                               |                                               |                                                                      | |
| الجيزة G 2110        |                                                                    | نفر سكرتير الملك في كل مكان الخ                               | الأسرة الرابعة (خفرع)                         | متحف الفنون الجميلة في بوسطن MFA 06.1886                             | تم العثور على رأس في عمود الدفن G 2110A، عمود دفن نفر. |
| الجيزة G 2230 (D 38) | الصورة في أرشيف الجيزة الصورة في أرشيف الجيزة - الملف الشخصي       |                                                               | الأسرة الرابعة أو الخامسة                     | المتحف المصري، القاهرة JE 47838                                      | من المحتمل رأس بديل من D 38. |
| الجيزة G 2230 (D 38) | الصورة في أرشيف الجيزة                                             |                                                               | الأسرة الرابعة أو الخامسة                     |                                                                      | جزء، من المحتمل أن يكون أصلاً من سرداب G 2240 |
|                      |                                                                    |                                                               |                                               |                                                                      | |
| الجيزة G 4140        |                                                                    | الأميرة ميريتيس ابنة الملك من جسده                            | منتصف إلى أواخر الأسرة الرابعة                | الرجل: متحف بوسطن MFA 14.717 الزوجة: المتحف المصري بالقاهرة JE 46217 | تم العثور على الرؤوس البديلة في حطام عمود الدفن G 4140A |
| الجيزة G 4160        |                                                                    |                                                               | الأسرة الرابعة (خوفو)                         | متحف هيلدسهايم. 2158.                                                | رأس ذكر بديل، متضرر، من دبري غرب القبر |
| الجيزة G 4240        |                                                                    | الأمير سنفرو سنيب ابن الملك من جسده، إلخ.                     | منتصف الأسرة الرابعة حتى أوائل الأسرة الخامسة | متحف القاهرة جي إي 46215.                                            | تم العثور على رأس سنفروزنب في شراع الدفن G 4240A |
| الجيزة G 4340        |                                                                    |                                                               | منتصف إلى أواخر الأسرة الرابعة                | متحف القاهرة JE 46218.                                               | تم العثور على رأس بديل ذكر في منطقة débris أسفل العمود A. |
| الجيزة G 4350        |                                                                    |                                                               | منتصف إلى أواخر الأسرة الرابعة                | متحف تاريخ الفنون ÄS 7787, فيينا.                                    | العثور على رأس بديل عند مدخل حجرة الدفن |
| الجيزة G 4430        |                                                                    |                                                               | الأسرة الرابعة، خفرع أو في وقت لاحق           |                                                                      | رأس احتياطي تالف مصنوع من الطين موجود في العمود A |
| الجيزة G 4440        | Frontal view wife · Profile wife                                   |                                                               | منتصف الأسرة الرابعة حتى أوائل الأسرة الخامسة | الرجل: متحف بوسطن MFA 14.718 الزوجة: متحف بوسطن MFA 14.719           | قد يكون الرجل شقيق سنفرو سنب (مقبرة G 4240). تم العثور على كلا الرأسين في شافت A. تشير الآراء الحديثة إلى أن الرأس الذي تم تحديده سابقًا على أنه الزوجة هو ذكر |
| الجيزة G 4540        | Frontal view · Profile view                                        |                                                               | منتصف إلى أواخر الأسرة الرابعة                | متحف بوسطن MFA 21.328                                                | تم العثور على رأس أنثى بديل في العمود A |
| الجيزة G 4560        | الصورة في أرشيف الجيزة                                             |                                                               | منتصف إلى أواخر الأسرة الرابعة                | متحف القاهرة JE 44974                                                | تم العثور على أنثى رأس بديل في حجرة الدفن. |
| الجيزة G 4640        |                                                                    | منتصف إلى أواخر الأسرة الرابعة                                | متحف القاهرة JE 46216                         | تم العثور على رأس بديل ذكر في العمود A.                              | |
| الجيزة G 4650        |                                                                    | الأميرة عبطت ابنة الملك من جسده                               | منتصف إلى أواخر الأسرة الرابعة                | متحف بيليزايوس، هيلدسهايم 2384                                       | كانت يابتيت ابنة الملك من جسده. تم العثور على رأس احتياطي عند مدخل حجرة الدفن.                                                                                |
| الجيزة G 4660        |                                                                    |                                                               | منتصف إلى أواخر الأسرة الرابعة                | متحف القاهرة درجة الحرارة. رقم 19.11.24.5                            | رأس محمية، تعرضت لعوامل جوية سيئة، عثر عليها ريزنر شرق مقبرة G 4560، ربما من G 4660.                                                                          |
| الجيزة G 4940 (L45)  | Frontal view · Profile                                             | سيشم نفر الأول المشرف على الأعمال الملكية ومدير القصر .. الخ. | أوائل الأسرة الخامسة                          | متحف بوسطن (MFA 21.329)                                              | رأس حجر جيري محجوز من العمود G 4940B |
| الجيزة G 5020 Annex  |                                                                    |                                                               |                                               | المتحف المصري بالقاهرة JE 67569                                      | تم العثور على رأس الحجر الجيري في ملحق G 5020. قد يأتي في الأصل من G 4240                                                                                     |
|                      |                                                                    |                                                               |                                               |                                                                      | |
| الجيزة G 7560        | الصورة في أرشيف الجيزة                                             |                                                               | أوائل الأسرة الخامسة                          | متحف بوسطن (MFA 37.643) لاحقًا MMA 48.156                             | تم العثور على رأس الحجر الجيري في العمود B. |
| الجيزة Street G 7500 | الصورة في أرشيف الجيزة                                             |                                                               |                                               | متحف بوسطن MFA 27.2010                                               | تم العثور على رأس حجر جيري في شارع شرق G 7530-7540 |
|                      |                                                                    |                                                               |                                               |                                                                      | |
| الجيزة S 984         | الصورة في أرشيف الجيزة                                             | تجينتيت ووهيم نفرت                                            | الأسرة الخامسة                                | المتحف المصري بالقاهرة                                               | رأس احتياطي من الطين. قد تكون وهيم نفرت ابنة ونشت (مالك G 4840). وهيم نفرت لها لقب ابنة الملك (قد تشير إلى حفيدة الملك هنا)                                   |
| ميدان شرق الجيزة     |                                                                    | الأسرة الرابعة والخامسة                                       | متحف سان أنطونيو للفنون                       |                                                                      | |
| مقبرة شرق الجيزة     | الصورة في أرشيف الجيزة                                             |                                                               |                                               | المتحف المصري بالقاهرة JE 37832                                      | رأس بديل من الحجر الجيري من مصطبة غير محددة |
|                      |                                                                    |                                                               |                                               |                                                                      | |
| مجهول                |                                                                    |                                                               | الأسرة الرابعة                                | رأس رجل بديل معروض في متحف بتري للآثار المصرية، لندن. (UC15988)      | أصالتها متنازع عليها. |
| مجهول                |                                                                    |                                                               | الأسرة الرابعة إلى الخامسة                    | متحف آكلاند للفنون 70.17.1                                           | رأس بديل من الحجر الجيري. |
| منف                  | صورة من موقع سوانسي نسخة محفوظة 5 مارس 2016 على موقع واي باك مشين. |                                                               | الأسرة الخامسة إلى السادسة                    | جامعة سوانسي في ويلز (W164)                                          | اشتراها by السيد هنري ويلكوم في مزاد سوذبيز عام 1928. وبحسب موقع مركز مصر على الإنترنت، فإن الرأس البديل من منف ويعود إلى الأسرة الرابعة.                     |
| أبو صير أو سقارة     |                                                                    | في حيازة خاصة في بلجيكا اعتبارًا من عام 1991                   | الأسرة الخامسة إلى السادسة                    | يعتقد أنه يمثل امرأة وربما من أبو صير أو سقارة.                      | |
| أبو صير              |                                                                    | كهوتب                                                         | المملكة القديمة                               | متحف برلين المصري، برلين (برلين 16455)                               | تم العثور على رأس بديل لكهوتب في أبو صير - المملكة القديمة |

يمكن العثور على أمثلة للرؤوس البديلة في المتاحف التالية:
- متحف آكلاند للفنون، تشابل هيل، كارولينا الشمالية
- متحف برلين المصري، برلين
- المتحف المصري، القاهرة
- متحف تاريخ الفنون، فيينا
- متحف الفنون الجميلة في بوسطن، بوسطن
- متحف بيتري للآثار المصرية، لندن
- متحف فيبي إيه هيرست للأنثروبولوجيا، بيركلي
- متحف المتروبوليتان للفنون، مدينة نيويورك
- متحف سان انطونيو للفنون، تكساس
- جامعة سوانسي